# Arcadia Shepherds
El Arcadia Shepherds es un equipo de fútbol de Sudáfrica que juega en la Segunda División de Sudáfrica, la tercera categoría nacional.

## Historia
Fue fundado en el año 1903 en el suburbio de Arcadia en Pretoria, y han llevado ese nombre la mayor parte de su historia excepto entre los años 1963 y 1968 cuando se llamaba Arcadia United luego de que se fusionara con el ISCOR Pretoria. En sus primeros años el club solo contrataba jugadores de raza blanca.
Sus primeros logros llegaron en 1974 cuando consiguió el triplete; ganando el campeonato de la NFL, la Castle Cup y la NFL UTC Bowl Cup. En 1982 ganaría la edición inaugural de la Copa de la Liga de Sudáfrica venciendo en la final al Highlands Park FC. En 1985 pasa a llamarse Arcadia Flouride, año en el que ganó la NPSL Sales House Cup venciendo en la final al Kaizer Chiefs, y un año después es campeón de la MTN 8 venciendo en la final al Bidvest Wits FC.

## Palmarés
- NFL: 1

1974
- Castle Cup: 1

1974
- NFL UTC Bowl Cup: 1

1974
- Copa de la Liga de Sudáfrica: 1

1982
- NPSL Sales House Cup: 1

1985
- MTN 8: 1

1986